# Dominic Kokkat
Dominic Kokkat CST (* 23. Februar 1932 in Vaikon, Kerala) ist ein römisch-katholischer Altbischof.
Kokkat trat 1953 der Little Flower Congregation bei. Er besuchte Priesterseminare in Kandy (Sri Lanka) und in Pune. Am 4. Oktober 1960 wurde er zum Priester geweiht und war fortan für seinen Orden in verschiedenen Positionen tätig. Nachdem er im Juni 1984 zum Bischof der neugegründeten Eparchie Gorakhpur ernannt worden war, erhielt Kokkat am 4. Oktober desselben Jahren die Bischofsweihe und trat sein Amt am 14. Oktober an. Aufgrund seiner Verehrung für Therese von Lisieux und seiner eigenen Ordenserfahrungen, gründete er 1988 die Congregation of the Little Sisters of St. Therese (LST). Juli 2006 trat Kokkat altersbedingt von seinem Amt zurück. Neuer Bischof von Gorakhpur wurde sein Ordensbruder Thomas Thuruthimattam.